# Destiny of the Daleks
A Destiny of the Daleks a Ki vagy, doki? (Doctor Who) sorozat 104. része, amit 1979. szeptember 1.-e és szeptember 29.-e között adtak négy epizódban. Ebben a részben jelenik meg először Lalla Ward, mint Romana másodikként ismert inkarnációja.

## Történet
A Doktor és az új alakot öltött Romana a Skaro bolygóra érkeznek. A dalekok és humán rabszolgáik nagy keresés-kutatásban vannak, az egykor elveszett kaled várost keresik és belül Davros-t. Közben a dalekok ellenségeik, a robot movellánok is a helyszínre érkeznek, és csakhamar patthelyzet alakul ki. Az egykori város romjai között rábukkannak a hibernált Davrosra, aki persze magához tér és magába ragadja a kezdeményezést.

## Epizódlista
| Epizódok sorszáma | Bemutató napja       | Hossza | Nézők száma (millió) |
| ----------------- | -------------------- | ------ | -------------------- |
| 1.                | 1979. szeptember 1.  | 24:03  | 13                   |
| 2.                | 1979. szeptember 8.  | 25:14  | 12,7                 |
| 3.                | 1979. szeptember 15. | 24:32  | 13,8                 |
| 4.                | 1979. szeptember 22. | 26:05  | 14,4                 |

## Könyvkiadó
A könyvváltozatát 1979. november 20.-n adták ki. Írta Terrance Dicks. Németül a Goldmann kiadó adta ki.

## Otthoni kiadás
- VHS-n 1994 júliusában adták ki.
- DVD-n 2007. november 26.-n adták ki.

### Fordítás
- Ez a szócikk részben vagy egészben  a   Destiny_of_the_Daleks című angol Wikipédia-szócikk fordításán alapul.  Az eredeti cikk szerkesztőit annak laptörténete sorolja fel. Ez a jelzés csupán a megfogalmazás eredetét és a szerzői jogokat jelzi, nem szolgál a cikkben szereplő információk forrásmegjelöléseként.